# Heinrich Otto Stotz

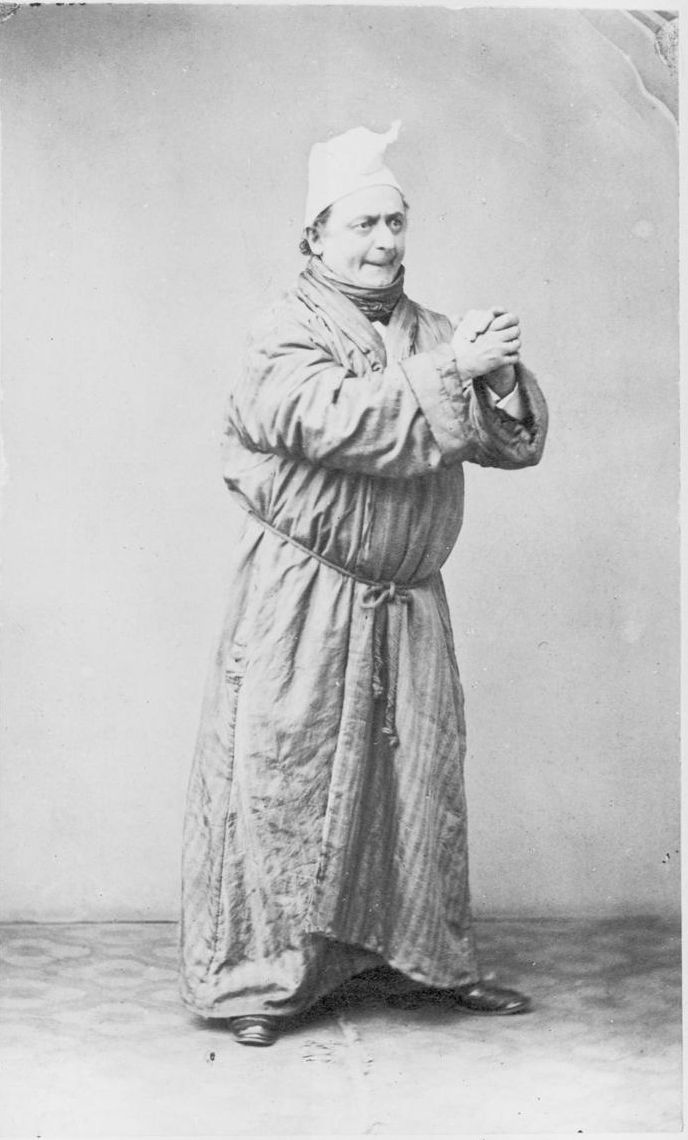
Heinrich Otto Stotz, Fotografie von Hermann Emden (1815–1879)

Heinrich Otto Stotz (* 1810 in Breslau; † 1876 in Frankfurt am Main) war ein Theaterschauspieler und -intendant.

## Leben
Nachdem Otto Stotz schon in Kinderrollen sein Talent erwiesen hatte, wurde er 1830 für Bonvivant in der Lobeschen Gesellschaft engagiert, 1836 für die königliche Bühne in Berlin verpflichtet (Antrittsrolle: „Page“ in Pagenstreiche), nahm dann Engagements in Würzburg, Lübeck, Schwerin und Kassel und übernahm 1845 die Direktion der Meininger Bühne, die er mit vielem Glück führte. Sein letztes Engagement fand er in Frankfurt am Main, wo er von 1853 bis 1876 erfolgreich tätig war. Stotz bewährte sich sowohl als Direktor als auch Schauspieler.
Sein Bruder war der Schauspieler Alwin Stotz.